# Est

Rose des vents.

Pour les articles homonymes, voir Est (homonymie).
L'est est un point cardinal, opposé à l'ouest. Il correspond au point moyen (exact à l'équinoxe) de la direction du lever du soleil. On l'appelle aussi levant ou orient.

## Étymologie
Le mot est provient du vieil anglais east, lequel se rattache à la racine indo-européenne es, signifiant « aurore », et s'apparente notamment au grec ancien ἠώς / êốs, « aurore »).

## Description

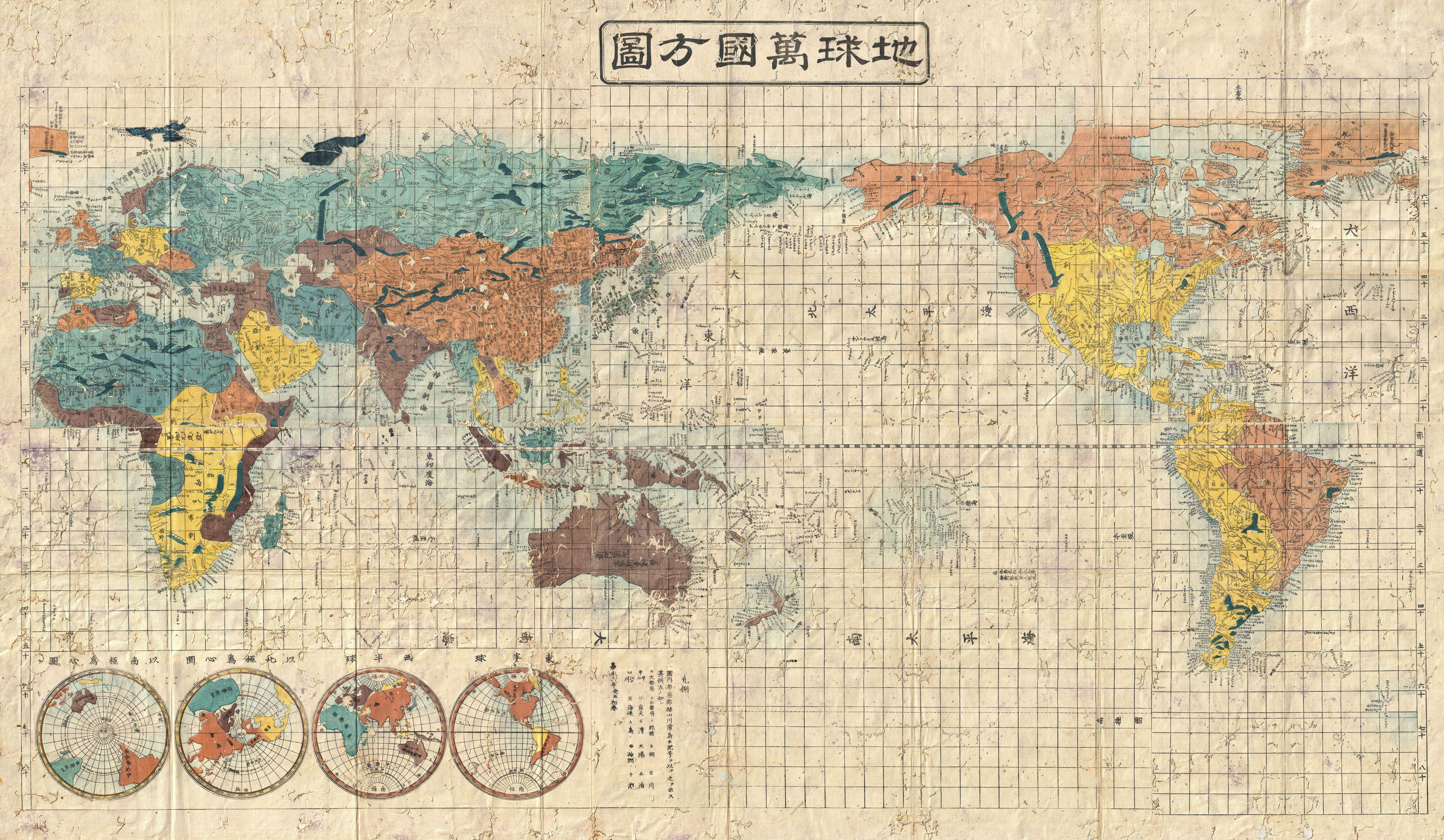
L'est dépend du point de vue du locuteur. Sur cette carte centrée sur le Japon, l'Amérique se trouve à l'est.

Tout point situé à l'est d'un autre peut être qualifié d'oriental. En Europe, ce terme est couramment utilisé pour désigner tout ce qui a trait à la géographie, l'histoire ou la culture des pays situés à l'est de l'Europe, de la Turquie au Japon par exemple.
L'expression « Pays de l'Est » désignait, du temps de la Guerre froide, tous les pays de l'Europe centrale et orientale sous influence soviétique (Pacte de Varsovie) ou à économie socialiste. Le terme est de moins en moins employé, depuis les évolutions économiques et politiques récentes. On lui préfère des termes comme Europe centrale, Balkans, etc. Lorsque l'on utilise encore cette expression, c'est dans un sens plus culturel que politique, par exemple « les musiques de l'Est » désignent les musiques de l'Europe centrale et orientale, de culture slave, magyare, etc.

## Typographie
Les points cardinaux, qu'ils soient utilisés comme nom ou comme qualificatif, s'écrivent avec une majuscule lorsqu'ils font partie d'un toponyme ou désignent une région, mais prennent une minuscule s'ils désignent une direction, une exposition ou une orientation.